# Gorsium

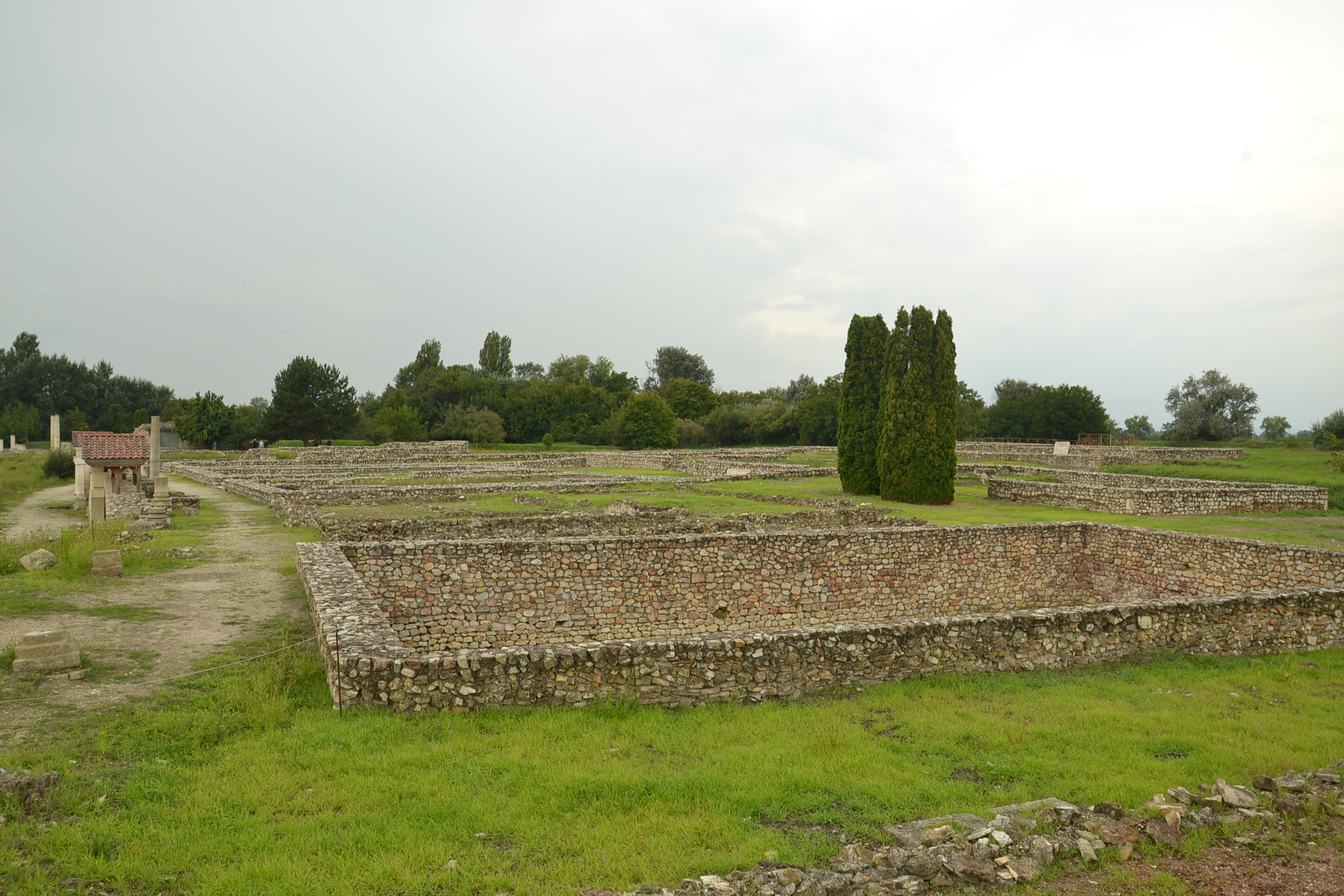
Ruiny Gorsium

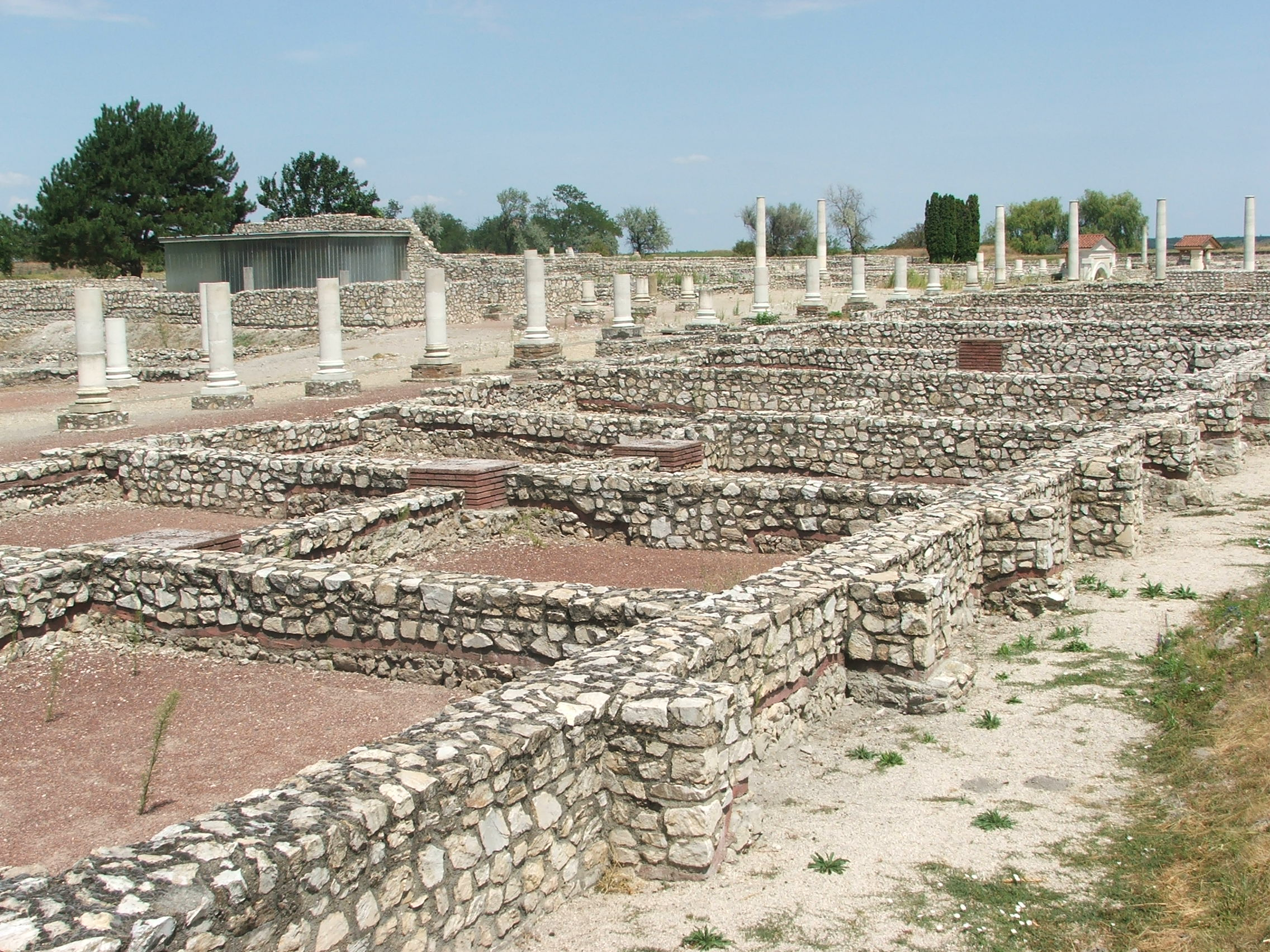
Inny fragment pola ruin

Gorsium – ruiny miasta rzymskiego znajdujące się w węgierskiej miejscowości Tác, w pobliżu Székesfehérváru.
Początkowo w miejscu tym, położonym po obu stronach rzeki Sárvíz, mieścił się obóz wojskowy, powstały w połowie I wieku n.e., gdy Rzymianie podbijali późniejszą prowincję Panonia. W późniejszych latach przy obozie powstała osada cywilna, być może już za cesarza Hadriana. Po podziale prowincji za panowania Trajana (106 n.e.), Gorsium stało się centrum religijnym nowej prowincji Pannonia Inferior. W tym czasie wybudowano m.in. forum (o wymiarach 90x 45 m), amfiteatr i świątynię Augusta, a także szereg innych obiektów użyteczności publicznej.
W 178 r. miasto zostało zniszczone przez Sarmatów. Odbudowano je za rządów Septymiusza Sewera, który osobiście poświęcił odtworzoną świątynię w Gorsium. Kolejny najazd barbarzyńskich Roksolanów w 260 r. był również niszczycielski – osadę wybudowano praktycznie od nowa w czasach Dioklecjana i nadano jej nazwę Herculia na cześć współrządcy Maksymiana Herkuliusza. Część obiektów ulokowano w nowym miejscu, część wzniesiono na ruinach wcześniejszych. W IV wieku powstały też pierwsze budowle chrześcijańskie, m.in. dwie bazyliki. 
Wraz z upadkiem rzymskiego imperium zakończyło się też istnienie miasta, choć szczątkowe osadnictwo przetrwało w postaci wioski Föveny (we wschodniej części dzisiejszego Tác), która została zniszczona przez Turków w XVI wieku. Na jej terenie, użytkowanym rolniczo (także jako winnica), od XVIII wieku zaczęto znajdować rzymskie zabytki, resztki murów, a badania geodezyjne w XIX wieku potwierdziły istnienie ruin.
Pierwsze wykopaliska przeprowadzono jednak dopiero w latach 1934-1939, a następnie od 1958 roku. Udostępniono je turystom w latach 60. XX wieku i są obecnie największym parkiem archeologicznym w kraju. Co roku odbywają się tam imprezy masowe, podczas których prezentowane są także inscenizacje historyczne.